# Емануеле Тресольді
Емануеле Тресольді (італ. Emanuele Tresoldi, нар. 20 листопада 1973, Поджо-Ренатіко) — італійський футболіст, що грав на позиції захисника. По завершенні ігрової кар'єри — тренер.
Виступав, зокрема, за клуби СПАЛ, «Аталанта» та «Чезена», а також молодіжну збірну Італії.

## Клубна кар'єра
Народився 20 листопада 1973 року в місті Поджо-Ренатіко. Вихованець СПАЛ. З 1989 року став виступати за першу команду, в якій провів два сезони, взявши участь у 9 матчах чемпіонату у Серії С2.
Своєю грою за цю команду привернув увагу представників тренерського штабу клубу «Аталанта», до складу якого приєднався 1991 року. Відіграв за бергамський клуб наступні два з половиною сезони своєї ігрової кар'єри, втім основним гравцем вищолігового клубу стати не зумів, зігравши лише 18 ігор. В результаті у листопаді 1993 року для отримання ігрової практики був відданий в оренду до клубу «Равенна», де і завершив сезон 1993/1994.
У сезоні 1993/95 знову грав за «Аталанту», яка саме вилетіла до Серії В і допоміг їй повернутись до еліти, втім знову у команді не закріпився і надалі грав на правах оренди за «Пістоєзе» з Серії В та «Новару» з Серії С1. Після цього знову грав у Серії В за клуби «Кастель-ді-Сангро» та «Чезена», вилетівши з останньою до Серії С1.
Влітку 2001 року Тресольді прийняв пропозицію китайської команди «Ціндао Чжуннен», але повернувся до Італії в кінці сезону.
Протягом 2002—2006 років захищав кольори клубів Серії С2 «Форлі», «Леньяно», «Тіволі» та «Губбіо», а завершив ігрову кар'єру у аматорській команді «Перголезе», за яку виступав протягом 2006—2009 років у Серії D.

## Виступи за збірні
1990 року дебютував у складі юнацької збірної Італії (U-18), загалом на юнацькому рівні взяв участь у 18 іграх, відзначившись 3 забитими голами.
Протягом 1993—1994 років залучався до складу молодіжної збірної Італії, з якою став молодіжним чемпіоном Європи 1994 року у Франції. На молодіжному рівні зіграв у 6 офіційних матчах.

## Кар'єра тренера
Розпочав тренерську кар'єру відразу ж по завершенні кар'єри гравця, 2009 року, очоливши тренерський штаб аматорського клубу «Фабріано» з Еччеленци Марке, фінішувавши на десятому місці. З наступного сезону він тренував «Реаль Монтеккьо» з цього ж дивізіону, головним тренером команди якого з 2010 по 2012 рік.